# Jardín botánico de Santa Catalina (Nancy)
El Jardín botánico de Santa Catalina, en francés Jardin Botanique Sainte Catherine, también denominado últimamente como Jardin Dominique Alexandre Godron, es un jardín botánico de algo más de 1 hectárea de extensión que se encuentra situado en Nancy, Francia. 
Está administrado por el Jardín de altura de la cumbre Chitelet. 
El código de identificación del Jardin Dominique Alexandre Godron como  miembro del "Botanic Gardens Conservation Internacional" (BGCI), así como las siglas de su herbario es NCY.
El Jardin Dominique Alexandre Godron está considerado como jardín notable de Francia desde el 2010.

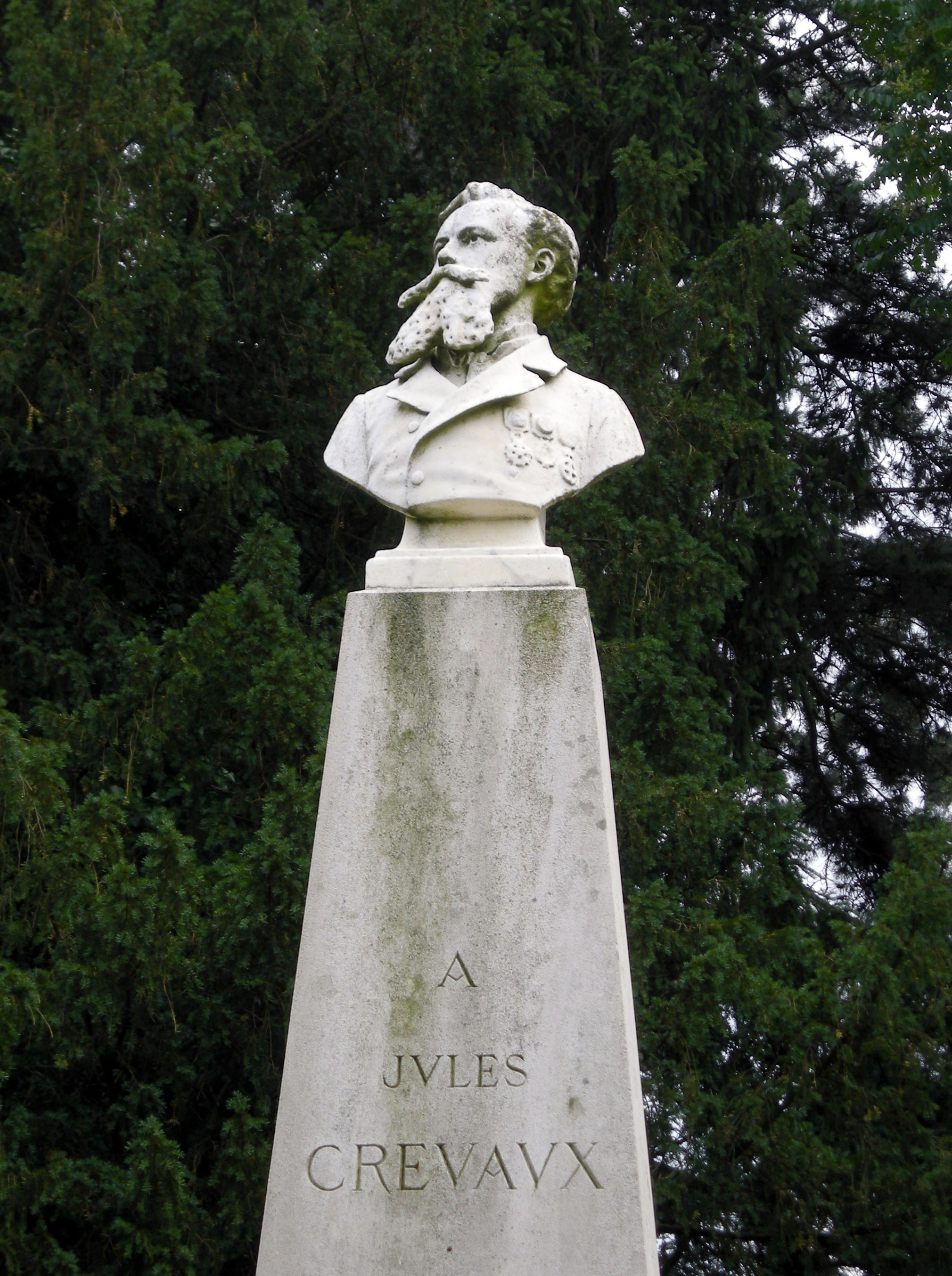
Busto de Jules Crevaux en el jardín botánico.

## Localización
El jardín botánico se encuentra en el centro antiguo de la ciudad de Nancy. 
Jardin Dominique Alexandre Godron rue Sainte Catherine 100 Nancy, Département de Meurthe-et-Moselle, Lorraine, Francia.
Planos y vistas satelitales.48°41′41.28″N 6°11′20.4″E / 48.6948000, 6.189000
Está abierto a diario en los meses cálidos del año. Se cobra una tarifa de entrada.

## Historia
El 19 de junio de 1758 se creó el primer jardín botánico de Nancy. Se situaba en la actual "rue Sainte-Catherine" entonces denominada "rue Neuve-des-Casernes".
En 1768, recibe las plantas del "Jardín Botanico de Pont-à-Mousson", debido a que la universidad que existía en Pont-à-Mousson desde 1572, es transferida a Nancy. Bagard, que dirige este jardín durante quince años, lo puebla de todos los vegetales útiles que pudo obtener por entonces.
La dirección del jardín se vincula a las funciones del Presidente del Colegio Real de Medicina (Collège Royal de Médecine) hasta la desaparición de los establecimientos de enseñanza en 1792. 
El jardín permanece entonces algunos años sin dirección, antes de que el prefecto Marqués nombre a Rémi Willemet, profesor de Historia natural, como director del jardín de plantas. En este periodo, Willemet lo reacondiciona. 
En 1805, recibe la visita de la Emperatriz Josefina de Beauharnais, que de vuelta a Malmaison, le envía un lote de plantas raras cultivadas en sus invernaderos. Además, en la escuela de botánica, por primera vez, se clasifica según el sistema de Carlos Linneo. Es por entonces cuando el jardín pasa a ser propiedad de la ciudad. Willemet conserva sus funciones como director y profesor de botánica, hasta su muerte en 1807. Entonces es sustituido por el químico Braconnot.
En 1833, se nombra una comisión de vigilancia con la misión de reorganizar el jardín. Esta comisión, formada por Braconnot, Soyer-Willemet (nieto de R. Willemet), Grillot y Simonin, hombres de mentes preclaras, recuperan el jardín del estado de ruina en el que había caído y la antigua huerta se convierte en una segunda escuela de botánica. 
En paralelo a la creación de la facultad de las Ciencias en 1854, el jardín alcanza una gran notoriedad gracias a la llegada de Dominique Alexandre Godron, para ocupar el puesto de director. Eminente botánico, dibuja un nuevo plan para el jardín hacia 1870, integrando las normas vigentes en esta época y construyendo grandes invernaderos tropicales.
Parte de estas instalaciones fueron demolidas, en particular, el gran invernadero, por la construcción, entre 1930 y 1935, del Instituto agrícola y colonial y del Museo de Zoología. Se transfieren entonces parte de las colecciones (las plantas de los invernaderos) al Parque Olry. En esta época, el Jardín Botánico de Nancy es, como en muchas otras ciudades, competencia directa del Servicio de Espacios Verdes.
En 1976 pasa a ser administrado por el Conservatorio y Jardines Botánicos de Nancy órgano constituido por la Ciudad de Nancy y la Universidad de Nancy asociados en un sindicato mixto.
En 1993, el Jardín Botánico reinstala el Servicio de los Paseos de la Ciudad de Nancy. Este último lo rebautizará como "Parque Dominique-Alexandre Godron" , en honor a este famoso botánico de Lorena.
En 2010, el jardín fue clasificado como Jardín notable.

## Colecciones
Se exhiben públicamente colecciones hortícolas etiquetadas que se utilizan como ornamentales en los jardines.
Se pueden encontrar algunos árboles notables, como el nogal negro de América, tulipero, pinos negros de Córcega. 